# Municipio de Darby (condado de Madison)
El municipio de Darby (en inglés, Darby Township) es un municipio del condado de Madison, Ohio, Estados Unidos. Tiene una población estimada, a mediados de 2022, de 4442 habitantes.

## Geografía
Está ubicado en las coordenadas 40°5′37″N 83°17′34″O / 40.09361, -83.29278. Según la Oficina del Censo de los Estados Unidos, tiene una superficie total de 54.91 km², de la cual 54.87 km² corresponden a tierra firme y 0.04 km² están cubiertos de agua.

## Demografía
Según el censo de 2020, en ese momento había 4261 personas residiendo en la zona. La densidad de población era de 77.7 hab./km². El 92.23 % de los habitantes eran blancos, el 0.54 % eran afroamericanos, el 0.19 % eran amerindios, el 1.08 % eran asiáticos, el 0.89 % eran de otras razas y el 5.07 % eran de una mezcla de razas. Del total de la población, el 1.81 % eran hispanos o latinos de cualquier raza.